# 一度きりのLove Story/Last be Love
「一度きりのLove Story / Last be Love」（いちどきりのラブストーリー / ラスト・ビー・ラブ）は、宮崎羽衣の11枚目、及びL@veガールズのシングル。2011年4月20日にFOXTROTから発売された。

## 概要
PlayStation 3専用ゲームソフト『L@ve once -mermaid's tears-』のオープニングテーマ及びエンディングテーマとして使用された。当初は、2011年2月23日にそれぞれ別のCDシングルとしてリリースする予定だったが、製作上の都合により発売中止になり、改めて2011年4月20日に、宮崎の歌うオープニングテーマの「一度きりのLove Story」と、L@veガールズの歌うエンディングテーマの「Last be Love」が収録された形での両A面シングルとしてリリースされた。ちなみにL@veガールズとは、声優の日笠陽子と佐藤聡美のユニットである。
なお、5トラック目から7トラック目までは、宮崎、佐藤、日笠がそれぞれゲーム内で演じるヒロインのメッセージが収録されている。

## 収録曲
1. 一度きりのLove Story [3:45]
歌：宮崎羽衣
作詞：アキレスKENN、作曲・編曲：重盛美晴
PS3専用ゲームソフト『L@ve once -mermaid's tears-』オープニングテーマ
2. Last be Love [4:54]
歌：L@veガールズ（佐藤聡美・日笠陽子）
作詞：ma-saya、作曲：下田義浩、編曲：森藤晶司
PS3専用ゲームソフト『L@ve once -mermaid's tears-』エンディングテーマ
3. 一度きりのLove Story（Inst ver.）
4. Last be Love（Inst ver.）
5. 橘和翠（CV:宮崎羽衣）L@veメッセージ
6. 鳥留メイ（CV:佐藤聡美）L@veメッセージ
7. 鳥留メル（CV:日笠陽子）L@veメッセージ